# حادثه سقوط اتوبوس سربازان پادگان صفر پنج کرمان
حادثه سقوط اتوبوس سربازان پادگان صفر پنج کرمان در ساعت ۱:۲۰ دقیقه بامداد چهارشنبه۲ تیرماه ۱۳۹۵ در محور نیریز به فارس اتفاق افتاد.
در این حادثه۱۴ سرباز و ۶ راننده فوت شدند و ۶۰ نفر نیز مصدوم شدند.
انحراف از جاده و ناتوانی راننده در کنترل وسیله نقلیه علت این حادثه گزارش شده‌است.
منصور صفری یکی ااز فارغ التحصیلان دانشگاه صنعتی همدان نیز در این سانحه بود در گذشت.

## یاد بودها
- در تاریخ جمعه ۴ تیرماه ۱۳۹۵، گروه اجرایی نمایش مجلس ضربت زدن که به نویسندگی بهرام بیضایی و کارگردانی محمد رحمانیان در تلار اصلی تئاتر شهر در حال اجرا بود، اجرای آن شب را به سربازان جان باخته در حادثه نیریز تقدیم کردند.[۵]